# Hyacinthoides paivae
Hyacinthoides paivae är en sparrisväxtart som beskrevs av Santiago Ortiz Núñez och Juan Rodríguez Oubiña. Hyacinthoides paivae ingår i släktet klockhyacinter, och familjen sparrisväxter.
Artens utbredningsområde är Spanien. Inga underarter finns listade i Catalogue of Life.

## Bildgalleri

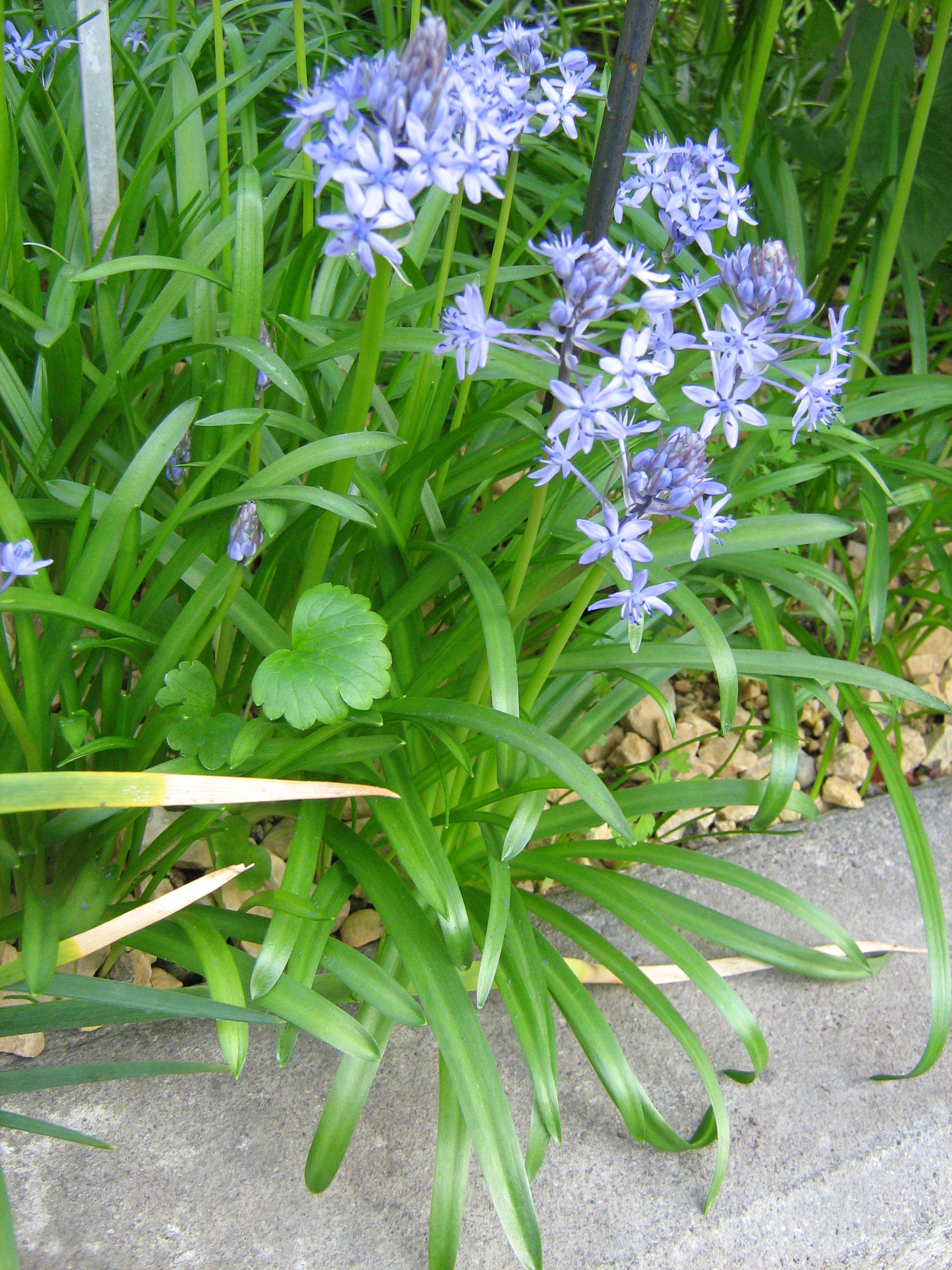